# 워런 벌린저

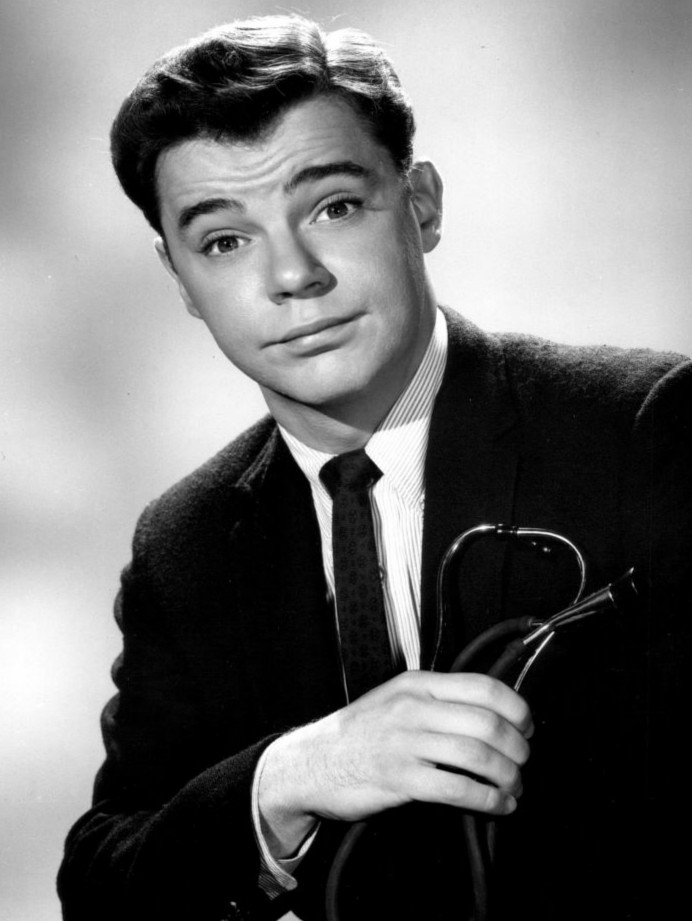

워런 벌린저(Warren Berlinger, 1937년 8월 31일 ~ 2020년 12월 2일)는 미국의 배우이다.
브루클린에서 태어났다.

## 출연 작품
- 암살 특명 (1995년)
- 리틀 빅 히어로 (1992년) - 고인즈 판사 역
- 희생의 제물들 (1989년)
- 바나나 대소동 (1987년)
- 25만 달러를 찾아라! (1986년)
- 디아더 우먼 (1983년)
- 가프 (1982년)
- 캐논볼 (1981년)
- 기동순찰대 (1977년)
- 쉐기 D.A. (1976년)
- 암흑의 거리 (1975년)
- 걸 모스트 라이크리 투 (1973년)
- 긴 이별 (1973년)
- 스핀아웃 (1966년)
- 빌리 (1965년)

### 텔레비전
- 디즈니랜드 (1954년) - 오스카 킬로이 역
- 미녀 삼총사 - TV 시리즈 (1976년)
- 119 구조대 (1972년)
- 어둠의 그림자 (1990, Shades of LA)
- 프렌즈 (1994년)